# Jakub Kaszuba (królobójca)
Jakub Kaszuba (Kassube) (XIII wiek) – domniemany zabójca króla polskiego Przemysła II.
Postać Jakuba Kaszuby jako mordercy Przemysła II została wspomniana wyłącznie przez XIV-wieczny Rocznik Kołbacki i – jak przypuszczają historycy – mógł on być dowódcą brandenburskich najemników, którzy próbowali porwać króla, a następnie go zabili.

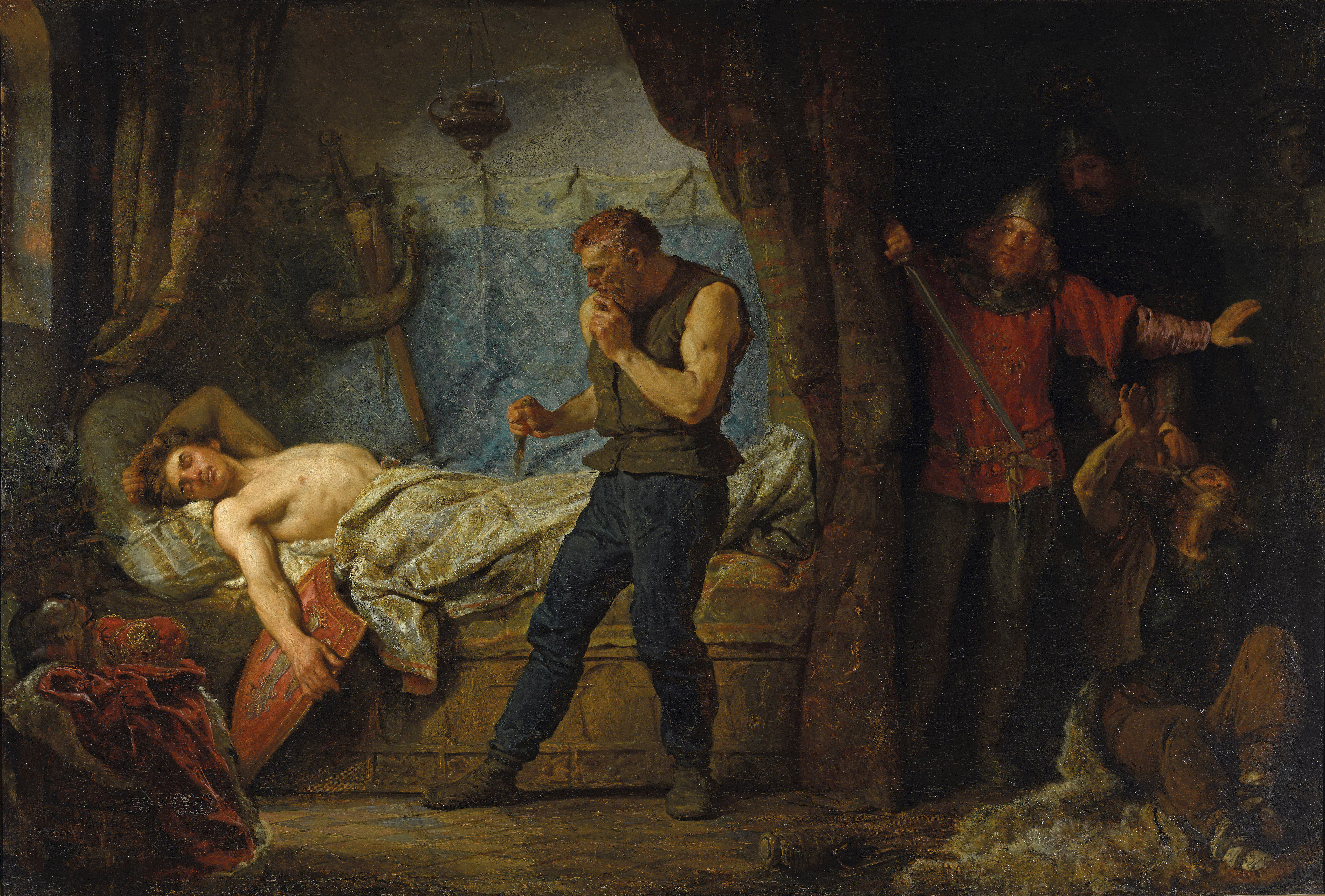
Wojciech Gerson Zabójstwo Przemysława II, 1881

Edward Rymar identyfikuje go z Jakubem de Guntersbergiem wywodzącym się z Pomorza Zachodniego Bogusława IV, który następnie przeszedł na służbę brandenburską.
Historyk w swoim poszukiwaniu śladów po owym Jakubie Kaszubie wyszedł z założenia, że skoro źródło zachodniopomorskie, piszące o wydarzeniach w Wielkopolsce podało tak istotny szczegół, jak udział w wyprawie na Rogoźno zwykłego rycerza, to naprawdę w tamtych rejonach musiano wierzyć w morderstwo przez niego dokonane. Nie bez znaczenia jest tutaj fakt, że cystersi mieli swoje posiadłości nad granicą z Wielkopolską i byli żywo zainteresowani wydarzeniami w sąsiednim kraju. Co więcej posiadali oni także filię klasztoru w Bierzwinku, leżącego blisko Brzezina, z którego od co najmniej 3 lutego 1296 roku margrabiowie obserwowali rozwój wypadków w Rogoźnie. Stąd też informacje o wydarzeniach mogły zostać przekazane do Kołbacza.
Poszukując kim był Jakub trzeba było zrobić kilka założeń: ród, z którego pochodził wywodził się z co najmniej warstwy rycerskiej (o mieszczaninie raczej źródło by nie informowało), oraz z państwa Bogusława IV, ale przed 1296 rokiem przeszły na służbę brandenburską. Wszystkie te warunki zdaniem Edwarda Rymara spełnia rodzina Guntersbergów, która dopiero około roku 1284 za jakieś zasługi przeszła ze stanu mieszczańskiego do rycerskiego. Po roku 1286 na ponad trzydzieści lat Guntersbergowie znikają ze źródeł pomorskich, znajdując swoje miejsce na terenie państwa Askańczyków.
O dalszych losach Jakuba Kaszuby vel Guntersberga nie wiadomo nic.